# فرانکی د خنت
فرانکی د خنت (انگلیسی: Franky De Gendt؛ زادهٔ ۲۷ ژوئن ۱۹۵۲) دوچرخه‌سوار اهل بلژیک است.